# Сражение при Контрерасе
Сражение при Контрерасе (англ. Battle of Contreras) или сражение при Падиерне, произошло 19—20 августа 1847 года во время американо-мексиканской войны, и было одним из сражений Мексиканской кампании генерала Скотта. Наступая на Мехико с юга, генерал Скотт подошёл к сильной укреплённой позиции мексиканской армии у местечка Сан-Антонио. Считая фронтальную атаку невыгодной, Скотт отправил три бригады в обход мексиканских позиций с запада, через труднопроходимое лавовое поле. Утром 20 августа это соединение атаковало мексиканские позиции с тыла и после краткой перестрелки мексиканская армия бежала в сторону Мехико. Победа открыла американской армии дорогу в тыл мексиканским позициям у Сан-Антонио, что вынудило мексиканцев оставить Сан-Антонио и отступить к Чурубуско.

## Предыстория
Разбив Мексиканскую армию при Серро-Гордо 19 апреля, Уинфилд Скотт вступил в Пуэблу, где стал в ожидании подкреплений. Это ожидание затянулось на несколько месяцев, только 7 августа прибыл Франклин Пирс с отрядом в 2 500 человек. Теперь в распоряжении Скотта было 10 738 человек. В тот же день Скотт выступил на Мехико, перешёл горы и 11 августа вошёл в Айотлу, где разместил свой штаб. До Мехико оставалось 31 километр. На пути к мексиканской столице находилась укреплённая высота Пеньон, поэтому Скотт решил идти в обход, западнее, обойдя с юга озеро Чалко. Его целью был Сен-Августин, городок на дороге Мехико-Акапулько, до которого надо было пройти 43 километра.
18 августа армия Скотта вошла в Сен-Августин. Впереди лежала дорога к местечку сан-Антонио, до которого было 5 километров. Сан-Антонио было укреплено и все подходы к нему простреливались артиллерией. Обойти Сан-Антонио с востока не представлялось возможным из-за болотистого грунта, а с запада начиналось большое лавовое поле, непроходимое для обоза и артиллерии — так называемый Педрегаль. За лавовым полем проходила Дорога Сен-Энджел, которая выводила к Сан-Антонио с востока. Скотт решил попробовать выйти через лавовые поля на эту дорогу. Он отправил на разведку капитана Роберта Ли, которому передал две драгунские роты под командованием капитана Фила Карни.
Ли обнаружил дорогу, которая вела на запад от Сан-Августина и проходила по краю лавового поля. Она была проходима для пехоты и, при некотором улучшении, для артиллерии, но только на половину расстояния. Далее могла наступать только пехота, да и то не в плотном строю. Ли сумел добраться до высоты Закатепек, откуда изучил позиции мексиканской армии у села Падиерна. Ночью Скотт собрал военный совет. Ли описал дорогу на Падиерну и высказался за этот вариант. Капитан Джеймс Мейсон вёл разведку в направлении Сан-Антонио, и предложил взять его штурмом. После некоторых размышлений Скотт встал на сторону Ли и поручил ему утром отправиться туда с инженерной ротой и отрядом в 500 человек из дивизии Пиллоу, чтобы расчистить дорогу и сделать её проходимой для артиллерии.
«Наверное, никогда в американской истории столь небольшой отряд не включал в себя столько знаменитостей, как та колонна, что выступила из Сан-Антонио на запад утром 19 августа, — писал Дуглас Фриман, — Твиггс и Пиллоу уже забылись, но некоторые их подчинённые прославились больше. Ли руководил разведкой; лейтенант Пьер Борегар был его помощником, лейтенант Джордж Макклеллан из инженерной роты был там со своим командиром, капитаном Густавусом Смитом... Капитан Джозеф Хукер был адъютантом при Пиллоу. Одна или две батареи, сопровождавшие пехоту, были под командованием Джона Магрудера, его заместителем был молодой человек, переведённый из 1-го артиллерийского. В это утро Ли вероятно, впервые, увидел этого хладнокровного "мистера Джексона", который станет его самым доверенным подчинённым пятнадцать лет спустя, "Каменной Стеной" Северовирджинской армии».
Под прикрытием военных инженеры начали работы по превращению тропы для мулов в дорогу, проходимую для артиллерии и обозов. К 13:00 дорогу довели до точки, до которой добивали мексиканские орудия с укреплённой позиции у Падиерны. Было выявлено, что на позиции стоят 22 орудия, в основном тяжёлые. Мексиканцами на данном участке командовал генерал Г. Валенсия. Чтобы завершить прокладку дороги, американцам требовалось сначала отбросить отряд Валенсии.
Генерал Санта-Анна ещё 18 августа заметил манёвры американской армии и приказал Валенсии утром 19 августа отступить к Кайокану, а артиллерию отправить в предмостовые укрепления Чурубуско. Г. Валенсия ответил: «Я бы рад выполнить этот приказ, но в этих обстоятельствах мой долг военного и мой патриотизм не позволяют мне этого. Я уверен, что интересы нации пострадают, если я покину эту позицию. Для меня ясно как день, что враг атакует если не завтра, то через день и что он проведёт две атаки: одну ложную и одну настоящую, и если он найдёт эту позицию оставленной, то пройдёт тут всеми своими силами и выйдет нам во фланг или даже пойдёт прямо на Мехико». Валенсия поручил генералу Мендосе рекогносцировку местности, и тот доложил, что лавовые поля совершенно непроходимы для войск и поэтому вполне имеет смысл отступить, как приказал Санта-Анна.

## Название
Сражение фактически произошло у селения Падиерна, которое американские офицеры спутали с селом Контрерас, которое находится южнее. Из-за этой ошибки в американскую историю оно вошло под названием сражение при Контрерасе, а в мексиканскую - как сражение при Падиерне. Дуглас Фриман так же называет его сражением при Падиерне.

## Сражение

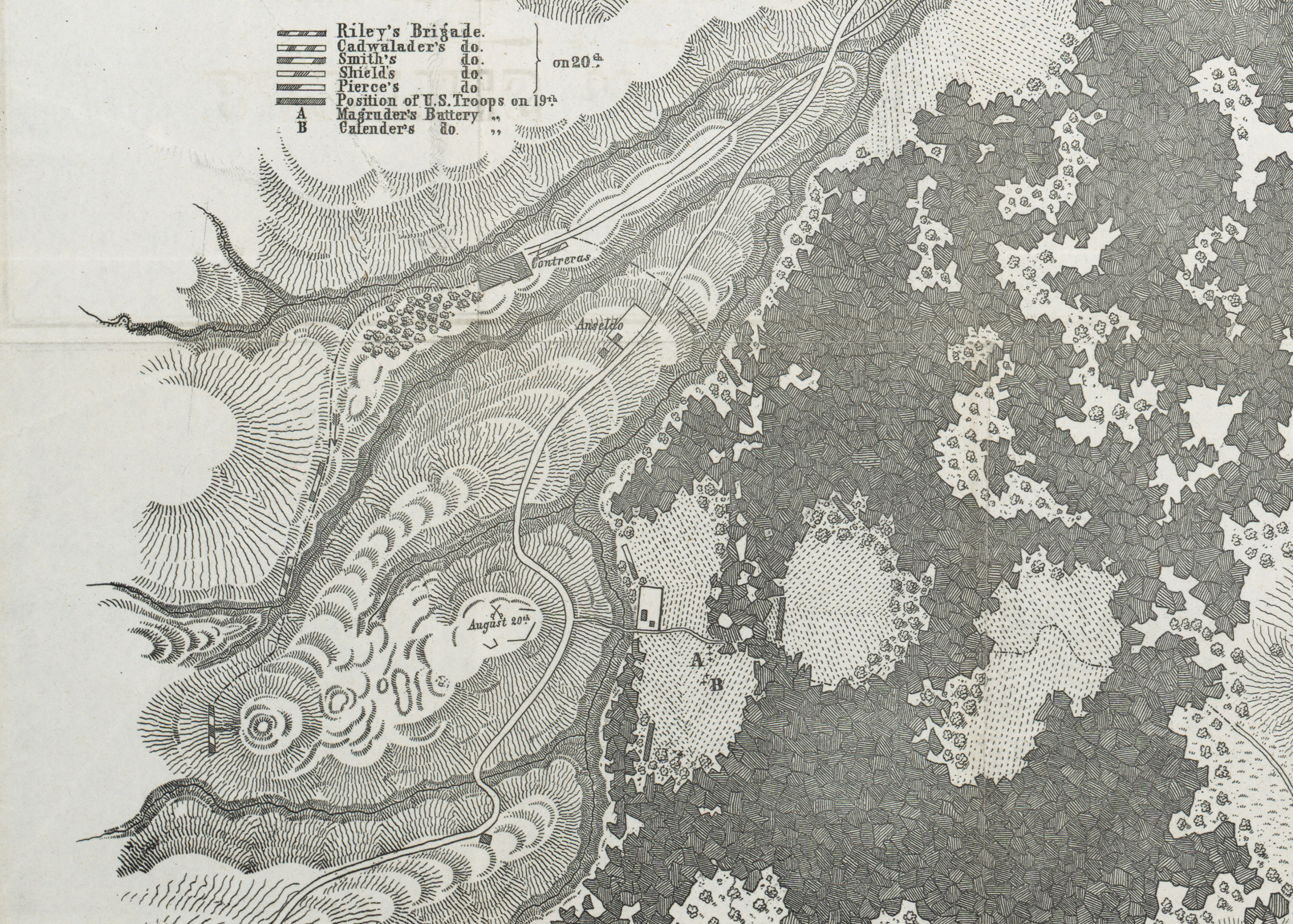
Карта сражения при Контрерасе, работа лейтенанта Хардкасла.

Ли доложил ситуацию генералу Твиггсу, тот вернул отряд в строй и отправил капитана Джона Макклеллана и лейтенанта Джорджа Макклеллана на поиски позиций для артиллерии. Эти офицеры попали под огонь мексиканских пикетов и отступили, при этом у Дж. Макклеллана была ранена лошадь. Тогда генерал Персифор Смит выслал вперёд полк конных стрелков под командованием Уильяма Лоринга, и выделил им в помощь одну из секций батареи Магрудера - два орудия под командованием лейтенанта Джонстона. Полк Лоринга отбросил мексиканский передовой отряд, при этом был ранен генерал Анастасио Парроди.
Ли разместил батареи на высоте перед мексиканскими позициями, но дистанция была слишком велика для американских 6-фунтовых орудий. Артиллерист Джордж Беллентин вспоминал, что их огонь не нанёс никакого ущерба врагу, в то время как батареи потеряли двух лошадей, а несколько человек было ранено. Во время этой бомбардировки ядро оторвало ногу Престону Джонстону, племяннику Джозефа Джонстона. Он умер в ту же ночь. Батареи простояли под огнём около получаса и только плохая выучка мексиканских артиллеристов спасла их от полного уничтожения (по словам Беллентина).
Овраг перед мексиканской позицией оказался слишком серьёзным препятствием и хорошо простреливался, поэтому взять его атакой с фронта было невозможно. Требовалось срочно найти какое-то решение ситуации, пока мексиканская артиллерия не уничтожила американские батареи и пока генерал Валенсия не получил подкреплений. Было решено попытаться пройти через лавовые поля, обойти левый фланг противника и отрезать его от основной армии. Генерал Пиллоу поручил этот манёвр бригаде Рили, за которой пошла бригада Кадвалладера, а затем Скотт, узнав о том, что на усиление Валенсии идут подкрепления, отправил следом 15-й пехотный полк из бригады Пирса.
Бригада Рили первой перешла лавовые поля, захватила небольшой обоз и заняла село Сан-Геронимо. В окрестностях села мексиканские уланы несколько раз бросались в атаку на американскую пехоту, но все атаки были отбиты, при этом погиб бригадный генерал Хосе Фронтера. Пока Рили сражался с уланами, в село Сан-Геронимо пришла бригада Персефора Смита. Итого к вечеру три американские бригады оказались в Сан-Геронимо, на хорошей позиции, но между двух мексиканских армий: на юге в Падиерне стоял Валенсия, а с севера приближались подкрепления. Общее командование принял генерал Смит. У него в распоряжении не было ни кавалерии, ни артиллерии, никакой связи с остальной армией, и погода так же ухудшилась, пошёл холодный дождь. Однако, разведка (лейтенант Зеалус Тауэр) выявила, что позиции генерала Валенсия никак не охраняются с тыла, поэтому Смит решил на рассвете атаковать Валенсию. Надо было только найти способ уведомить Скотта и организовать отвлекающую атаку с фронта.
Вечером в штаб Смита в деревенской церкви прибыл от Скотта Роберт Ли. На закате Смит, Ли и Кадвалладер собрались на военный совет, где было решено, что Смит с утра атакует мексиканцев с тыла, а Ли уведомит Скотта, который должен быть на высоте Закатепек, чтобы тот организовал демонстрацию. Смит обещал атаковать вне зависимости от того, вернется Ли с подтверждением или нет. В 20:00 Ли покинул Сан-Геронимо и с большим трудом под дождём перешёл Педрегаль, встретил отряд Шилдса, который шёл на помощь Смиту, оставил с ним проводника и в итоге добрался до Закатепека, где обнаружил, что Скотт вернулся в Сен-Августин. Ли продолжил поиски Скотта и в 23:00 прибыл в его штаб в Сен-Августине. Скотт одобрил план Смита и отдал приказы относительно демонстрации, которую поручил генералу Твиггсу.

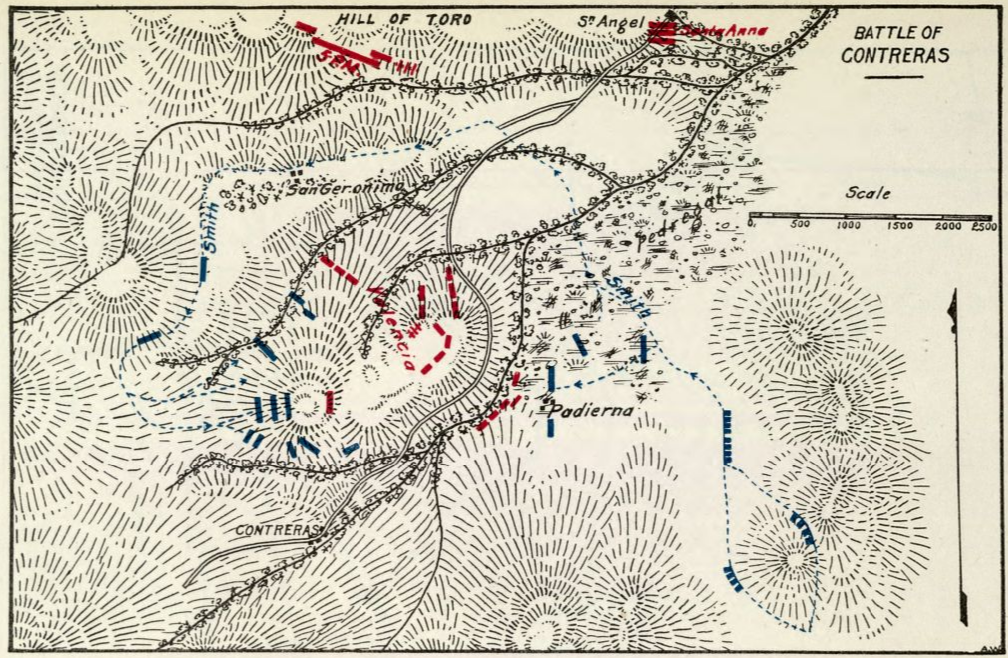
Карта сражения при Контрерасе

Ли и Твиггс вернулись на Закатепек, где передали приказы Скотта Франклину Пирсу, старшему по званию на этом участке поля боя, но Пирс пострадал от падения с лошади и сдал командование полковнику Труману Рэнсому. Получив подробные инструкции от Ли, Рэнсом вывел войска на позицию и подготовил их к проведению демонстрации.
В 02:30 бригады Смита начали выдвижение на позицию для атаки. В 03:00 выступила бригада Рили, за ней пошла бригада Кадвалладера (11-й пехотный полк, Вольтижерский полк и 15-й пехотный). Бригада Шилдса была оставлена в посёлке. В темноте и густом тумане полки вышли на позицию. Основной удар должен был наносить Рили, бригада Кадвалладера должна была встать правее и прикрывать его фланг или присоединиться к атаке в случае необходимости.
Атака Рили была короткой: мексиканская армия дала несколько залпов и сразу стала отходить. Рили ворвался в их укрепления так быстро, что Кадвалладер не успел принять участия в этой атаке. Мексиканцы стали отходить по дороге Сен-Энджел на Мехико, но у Сан-Геронимо попали под обстрел бригады Шилдса. Здесь в плен попали 365 человек, из них 25 офицеры. Весь бой длился около 17 минут.
Демонстрация так же прошла успешно. Рэнсом вывел на позицию 9-й пехотный, несколько рот 12-го пехотного, 3 роты 3-го пехотного, батарею Магрудера и батарею горных гаубиц Джессе Рено, и этими силами удачно отвлекал внимание Валенсии, обеспечив успех атаки Рили.

## Последствия
Когда Скотт узнал о отступлении мексиканской армии, он понял, что исход всей кампании зависит от того, сможет ли он своевременно развить успех. Он знал, что дорога от Падиерны ведёт на восток в Койокан, где разветвляется: одна дорога идёт на Сан-Антонио, где стоит мексиканская армия, а вторая к селению Чурубуско и далее на Мехико. Если Скотт успеет занять Койокан, то он сможет оттуда наступать во фланг и тыл Санта-Анне. Ввиду этого Скотт приказал генералу Уорту вернуться в Сен-Августин и наступать на север по дороге Мехико-Акапулько и атаковать Сан-Антонио с фронта. Пиллоу и Твиггс должны были наступать на Сан-Антонио через Койокан. Но вскоре пришло известие, что мексиканцы покинули Сан-Антонио и отступили к Чурубуско, где заняли оборону на рубеже реки Чурубуско. Было утро 20 августа. Продолжение наступления привело к сражению при Чурубуско вечером того же дня.
«Я сомневаюсь, что можно найти пример более блистательной или решительной победы, — писал генерал Скотт в рапорте, — с учётом характера местности, укреплений, батарей, неравенства сил и отсутствия у нас артиллерии и кавалерии. Весь наш корпус насчитывал не более 4 500 человек, и мы знали из наблюдений, а потом и из захваченных документов, что противник насчитывал на позиции 7 000 человек, и как минимум 12 000 находились неподалёку — и 19 и 20 числа». Согласное его рапорту, в бою было убито 700 мексиканцев, 813 попало в плен (в том числе 88 офицеров и 4 генерала), было захвачено много знамён и 22 орудия, половина которых была крупного калибра. Так же победителям достались запасы пороха, снарядов, и 700 мулов. Скотт оценил свои потери в 60 человек. Среди потерь были капитан Чарльз Хэнсон и лейтенант Престон Джонсон. Уилкокс писал, что точные цифры американских потерь установить сложно, поскольку большинство отчётов дают общие цифры потерь при Контрерасе и Чурубуско, но в любом случае эти потери были невелики, не более 100 человек.
Улисс Грант во время сражения служил в 4-м пехотном полку (бригада Гарланда) в звании второго лейтенанта. В 1880-х годах в своих мемуарах он вспоминал, что стратегия и тактика Скотта в те дни была безупречной (faultless). Это было достигнуто в основном отличной работой инженеров: на сложной местности они так хорошо проводили рекогносцировку и так грамотно выводили войска на позиции, что главнокомандующий управлял армией легко, как во время обычного марша. Их усилиями армия сражалась на сложном рельефе эффективнее, чем на обычном ровном поле боя. Ландшафт, который мексиканцы предполагали использовать для своей обороны, американские инженеры превратили в укрытия для своих атакующих колонн.
Мексиканский офицер Мануэль Банбонтин впоследствии писал в мемуарах, что причиной американских побед при Серро-Гордо и Падиерне стал низкий боевой дух мексиканцев. Дезертирство было такой большой проблемой, что командованию приходилось держать солдат на поле боя крупными массами, чтобы держать их под контролем офицеров. Из-за этого мексиканцы не могли расставлять дальних пикетов, и это позволяло американцам обходить неохраняемые фланги.